# Leif Skagnæs
Leif Ivar Skagnæs (* 20. November 1903 in Norderhov, Norwegen; † 1. Juli 1956 ebenda) war ein norwegischer Skisportler.
Skagnæs war bei den Olympischen Winterspielen 1928 in St. Moritz Mitglied des norwegischen Siegerteams beim Demonstrationswettkampf Militärpatrouille. Zwei Jahre später konnte er die Silbermedaille bei der Nordischen Skiweltmeisterschaft 1930 in Oslo im Einzel der Kombination hinter seinem Landsmann Hans Vinjarengen erreichen.